# سوسترن
سوسترن (به هلندی: Susteren) یک منطقهٔ مسکونی در هلند است که در اخت-سوسترن واقع شده‌است. سوسترن ۲۸٫۳۴ کیلومتر مربع مساحت و ۷٬۳۴۸ نفر جمعیت دارد.